# 오스트리아 U-15 축구 국가대표팀
오스트리아 U-15 축구 국가대표팀(독일어: österreichische Fußballnationalmannschaft der U-15-Junioren)은 오스트리아를 대표하는 15세 이하의 축구 국가대표팀으로, 오스트리아의 축구 관리 기관인 오스트리아 축구 협회의 관리를 받는다.